# SpaceDent
SpaceDent je bil raziskovalni projekt, ki so ga izvedli študenti Univerze v Ljubljani v okviru 83. kampanje paraboličnega leta Evropske vesoljske agencije (ESA). Med poskusom so prvič simulirali zobozdravstveni poseg preparacije zob in izdelave zobnih zalivk v breztežnosti. Projekt se je ukvarjal z raziskovanjem izvedljivosti zobozdravstvenih posegov v mikrogravitacijskih razmerah. Raziskovalna konstrukcija, uporabljena v eksperimentu, je razstavljena v Centru vesoljskih tehnologij Hermana Potočnika Noordunga v Vitanju.

## Potek projekta
Eksperiment je bil izveden med 83. ESA kampanjo paraboličnega leta, ki je potekala med 20. novembrom in 1. decembrom 2023 na letališču Mérignac–Bordeaux v Franciji.  Na letalo Air Zero G, ki je polete izvajalo nad Atlantskim oceanom, sta bili nameščeni dve raziskovalni konstrukciji, ki sta ponazarjali poenostavljeni okolji zobozdravstvene ambulante. Med izvajanjem 90 paraboličnih manevrov, ki so ustvarili 22-sekundne intervale mikrogravitacije, sta dva študenta dentalne medicine izvedla prve simulirane postopke preparacije zob in izdelave zobnih zalivk v pogojih breztežnosti. Postopki so potekali na umetnih zobeh zobozdravstvenih lutk, nameščenih znotraj posebej zasnovanega izoliranega prostora.

## Nagrade in priznanja
| Ime                                                | Podeljuje                      | Leto | Sklic  |
| -------------------------------------------------- | ------------------------------ | ---- | ------ |
| Najboljši primer dobre prakse                      | Gospodarska zbornica Slovenije | 2024 | [ 10 ] |
| Nominacija za Ime tedna                            | Val 202                        | 2024 | [ 11 ] |
| Priznanje za posebne dosežke študentk in študentov | Univerza v Ljubljani           | 2024 | [ 12 ] |
| Inženirska iskra                                   | IRT Forum                      | 2023 | [ 13 ] |